# Ruthville
Ruthville è un census-designated place (CDP) degli Stati Uniti d'America, situato nello Stato del Dakota del Nord, nella contea di Ward. Secondo il censimento del 2020 gli abitanti di Ruthville ammontavano a 151.